# Michotamia singaporensis
Michotamia singaporensis är en tvåvingeart som beskrevs av Tomasovic och Patrick Grootaert 2008. Michotamia singaporensis ingår i släktet Michotamia och familjen rovflugor.
Artens utbredningsområde är Singapore. Inga underarter finns listade i Catalogue of Life.